# John Clipperton
John Clipperton (Great Yarmouth, 1676 – giugno 1722) è stato un corsaro statunitense.
Combatté contro le navi spagnole nel XVIII secolo. Fu coinvolto in due spedizioni di bucanieri nel Pacifico meridionale: la prima guidata da Wlliam Dampier nel 1703 e la seconda sotto il suo comando nel 1719. Usò l'isola di Clipperton nell'Oceano Pacifico orientale come base per le sue incursioni.

## Biografia

### Gli Inizi
John Clipperton naque a Great Yarmouth, Norflok, da una famiglia di marinai.Da giovane navigò in tutti i mari d'Europa, fece un viaggio nelle Indie Occidentali e uno intorno al mondo.Era un abile timoniere e marinaio ma dimostrò un difetto:quello di essere schietto ed era tutt'altro che un gentiluomo anche se a volte cercava di essere visto come tale. Improvvisi attacchi di rabbia gli sarebbero capitati, anche se si sarebbe presto placato.Allora sarebbe stato pronto a riparare qualunque ingiustizia avesse commesso nella foga della rabbia, almeno quando ciò fosse stato possibile.

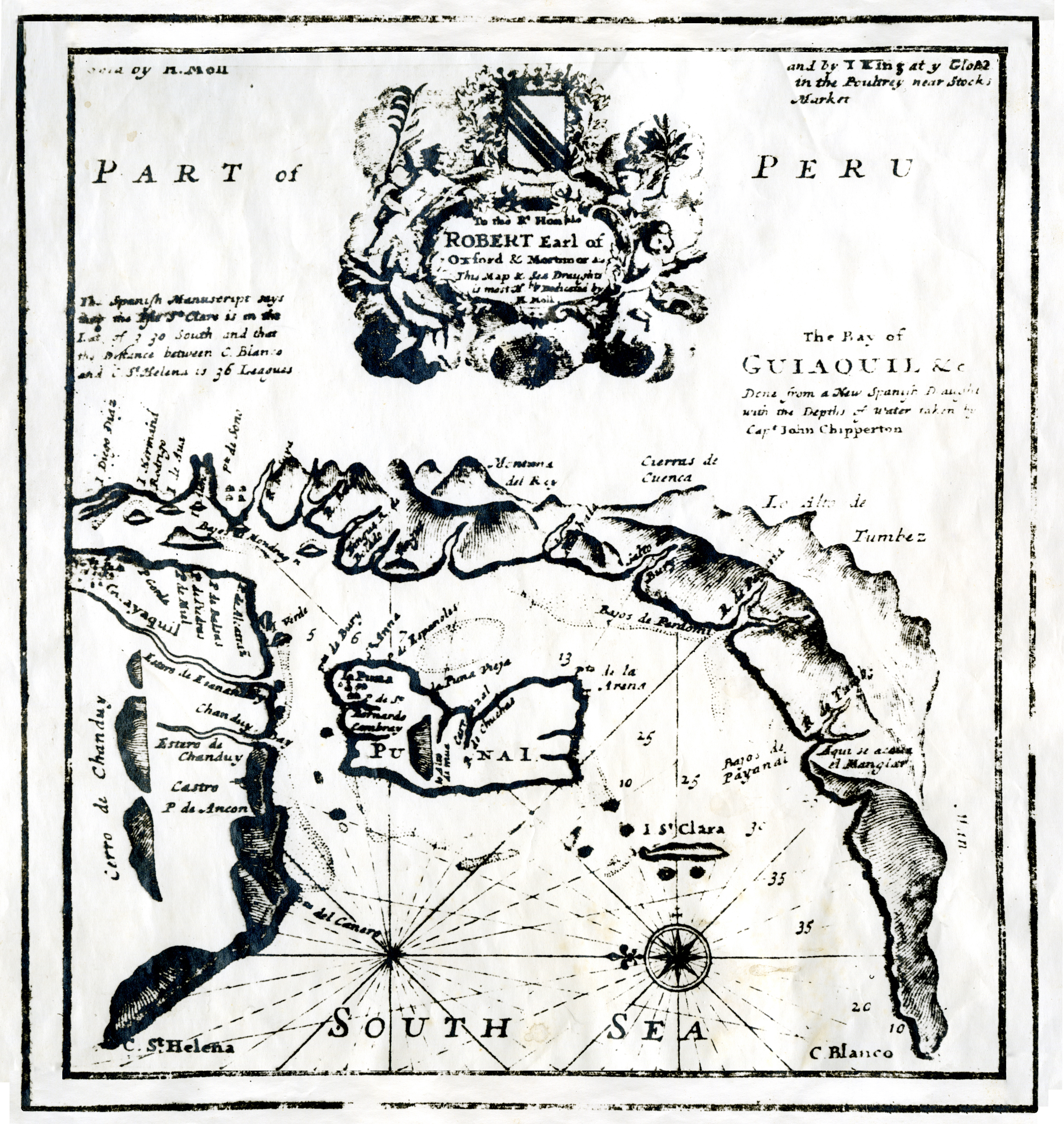
Baglia di Guayaquil secondo il pirata John Clipperton e dedicato al Conte Robert di Oxford

### Viaggio di corsara con Dampier
Nel 1703 salpò con la spedizione del capitano William Dampier durante la guerra di successione spagnola.Dampier nominò Clipperton capitano di una delle navi spagnole che avevano preso come premio. Questo primo viaggio del Clipperton non andò bene. Condusse un ammutinamento contro Dampier e in seguito fu fatto prigioniero dagli spagnoli. José Antonio de la Rocha y Carranza, marchese di Villa-Rocha, che in seguito sarebbe diventato governatore di Panama, lo trattò con molta indifferenza. Clipperton tornò a casa nel 1712 dopo quattro anni di prigionia.Fu, tuttavia, durante questo viaggio che si dice abbia scoperto l'isola Clipperton, che avrebbe utilizzato come nascondiglio. In seguito sarebbe diventato capitano della Success come parte di un diverso sindacato di corsari, nel quale aveva anche sotto il suo comando nominale il capitano George Shelvocke della Speedwell. Nelle sue attività di attacco a obiettivi spagnoli sulla costa occidentale delle Americhe, utilizzò l'isola di Clipperton come base da cui organizzare i suoi attacchi e immagazzinare bottino e rifornimenti, fortificando Clipperton Rock ed espandendo la sua rete di grotte. Nel 1714, Clipperton attaccò il galeone di Manila mentre l'equipaggio stava riposando a Cabo San Lucas, ai piedi della penisola della Bassa California. Questo incidente spinse il re Filippo V di Spagna a chiedere l'insediamento di San Diego, in California, presumibilmente come base da cui difendere la costa occidentale della Nuova Spagna.

### Successive spedizioni corsare e la morte
Si sa molto di più del secondo viaggio di Clipperton nell'Oceano Pacifico nel 1719. A quel punto era diventato un capitano abile e diligente, ma non era ancora in grado di controllare il suo carattere avventato. Nel 1718 un gruppo di mercanti londinesi, i "Gentleman Venturers", aveva finanziato una spedizione corsara in attesa dello scoppio della Guerra della Quadrupla Alleanza, con l'incarico di effettuare una crociera contro gli spagnoli nei Mari del Sud. Clipperton nella Success navigò con lo Speedwell, capitanato da George Shelvocke. Clipperton aveva sostituito Shelvocke come comandante generale della spedizione prima che le due navi lasciassero Plymouth nel febbraio 1719.Le navi persero i contatti tra loro poco dopo durante una tempesta nel Golfo di Biscaglia e non si incontrarono più fino a quasi due anni dopo nel Pacifico. Durante il viaggio intorno a Capo Horn, Clipperton indugiò nelle isole sperando che Speedwell, che era stato separato da Success nella tempesta, lo avrebbe raggiunto. Quando la Success lasciò l'area, Clipperton lasciò due uomini abbandonati come punizione su Juan Fernández, su cui Alexander Selkirk (che potrebbe aver in parte ispirato la storia di Robinson Crusoe) era stato abbandonato anni prima.Clipperton navigò in tutto il Sud America, razziando le navi spagnole lungo le coste del Perù nei cosiddetti "Mari del Sud", dove fu inseguito dall'ammiraglio spagnolo Blas de Lezo durante le prime operazioni di sicurezza di quest'ultimo nell'area. Il corsaro riuscì a fuggire da Blas de Lezo e infine fuggì sulle coste asiatiche, dove fu dato per morto. Catturò il suo vecchio nemico, il marchese di Villa-Rocha, che trattò con molto rispetto. Successivamente i suoi viaggi lo portarono in Messico.Il 10 maggio 1721 Clipperton arrivò alle Isole Marianne dopo 53 giorni di navigazione dal Messico, avendo perso sei membri dell'equipaggio e il resto debole. Decise di cercare provviste a Guam e gettò l'ancora al largo di Merizo. Clipperton e il governatore spagnolo delle Marianne, Luis Antonio Sánchez de Tagle, accettarono di scambiare provviste. La situazione si intensificò quando Clipperton propose al governatore di riscattare il marchese de Villa-Rocha, che era ancora a bordo. Il marchese e due membri dell'equipaggio della Success scesero a terra, ma Clipperton si arrabbiò sempre più quando il riscatto promesso e i suoi membri dell'equipaggio non furono restituiti. Secondo il diario di Shelvocke, inviò un messaggio a terra minacciando di "demolire tutte le case a terra, bruciare la nave nel porto e fare tutto il male possibile alle Isole Filippine" se le sue richieste non fossero state soddisfatte. Il 28 maggio, gli spagnoli si rifiutarono di scambiare provviste a meno che Success non continuasse a scambiare polvere e pallini. In risposta, Clipperton ordinò di navigare vicino alla riva e iniziare a sparare. Tuttavia, la Success si fermò, diventando un facile bersaglio per il fuoco dei cannoni spagnoli, uccidendo il primo tenente della nave.Il 28 maggio, gli spagnoli si rifiutarono di scambiare provviste a meno che Success non continuasse a scambiare polvere e pallini. In risposta, Clipperton ordinò di navigare vicino alla riva e iniziare a sparare. Tuttavia, la Success si fermò, diventando un facile bersaglio per il fuoco dei cannoni spagnoli, uccidendo il primo tenente della nave. Shelvocke scrive: "Clipperton, ormai completamente sopraffatto dall'alcol, non era in grado di comandare. Un altro ufficiale prese il comando e dopo tre giorni di false partenze mise a galla la nave dopo tutto il tempo sotto attacco da parte degli spagnoli a terra". Clipperton riuscì finalmente a salpare da Guam il 31 maggio 1721. Il Consiglio delle Indie spagnole era già preoccupato per le marine concorrenti che minacciavano il commercio dei galeoni di Manila e i possedimenti spagnoli nel Pacifico, e questo incidente sembra aver finalmente convinto la Spagna della necessità di proteggere meglio le sue navi a Guam. Nel 1734 furono aperti nuovi ancoraggi al porto di Apra e furono costruite due batterie di cannoni per proteggere gli accessi.Clipperton si è poi recato a Macao, dove è rimasto poiché la sua salute peggiorava. Quindi salpò per Batavia (ora Giakarta) nelle Indie orientali olandesi, tornando infine dalla sua famiglia a Galway in Irlanda nel giugno 1722. Morì una settimana dopo il ritorno a casa.